# オンス
オンス（ounce, 記号:oz）は、ヤード・ポンド法の質量の単位である。また、オンスは液体の体積（液量オンス, fl oz）や力（重量オンス, ozf）の単位としても使用される。日本では、他のヤードポンド法の単位と同様、当分の間かつ極めて限定された範囲でのみ法定単位として使用できる。
日本語でいう「オンス」は、英語 ounce (アウンス) でなく、オランダ語 ons が語源。

## 質量の単位
ヤード・ポンド法の質量の単位には3種類の系統（常衡、トロイ衡、薬衡）があり、それぞれに「オンス」という名称の単位がある。

## 由来
オンス (ounce) という言葉の語源は、ラテン語で「12分の1」を意味する uncia であり、長さの単位であるインチ（フィートの12分の1）と同一語源である。
長さのインチのもとは uncia pes （pes は足、英語のフート）であり、質量のオンスのもとは uncia libra （libraが英語のポンドにあたる）である。トロイポンドの系統では、ポンドの12分の1をトロイオンスとするので、トロイ系の方が語源に忠実だった。

## 常用オンス
常衡 (avoirdupois system) におけるオンスは常用オンス（avoirdupois ounce, 記号:oz av）と呼ばれる。通常、単に「オンス」と言った場合には常用オンスを指すことが多い。
16常用オンスが1常用ポンドとなる。1常用ポンドは1959年7月1日以降は、正確に453.592 37グラムであるので、1常用オンスは、正確に28.349 523 125グラムである。1常用ポンドが7000グレーンであるので、1常用オンスは437.5グレーンである。常用オンスの8分の1が常用ドラムである。日本の計量法体系でも1/16ポンドと定義しているので、換算値は同じく、正確に28.349 523 125グラムである。ただし、名称は単に「オンス」としている。漢字では「啢」と表記した。

## トロイオンス
トロイ衡 (Troy System of Units) におけるオンスはトロイオンス（troy ounce, 記号: oz tr, toz）という。貴金属や宝石の計量に用いられる。
1トロイオンスは480グレーンであり、12トロイオンスが1トロイポンドとなる。1トロイオンスは、英米ともに、正確に31.103 4768グラムであり、1トロイポンドは、英米ともに、正確に373.241 7216グラムである。

### 日本におけるトロイオンスとその位置づけ
日本ではトロイオンスは、常用オンスとは扱いが異なり、特殊の計量である「金貨の質量の計量」にのみ限定して当分の間使用することができる。
また、その定義値も国際的なものとは微妙に異なっている。すなわち、日本の計量法体系では1トロイオンス = 正確に31.1035グラムとしている（詳細は、トロイオンスの項目を参照）。

## 薬用オンス
薬衡 (apothecaries' system) におけるオンスは薬用オンス（apothecaries' ounce, 記号:oz ap, ℥ (Unicode 0x2125)）という。日本では「℥」を漢字風に表記した「𬼄」という表記も使用された。
薬衡は、その名の通り薬品の計量に用いられる。成り立ちは異なるが、薬衡は今日ではトロイ衡と同じ値となっている。
薬用オンスの8分の1が薬用ドラムである。

## オランダのオンス
オランダでは、1キログラムに対してpond（ポンド）、100グラムに対してons（オンス）という言葉を充てることが検討されたことがあった。ポンドは他の国で採用された500グラムに対する名称（メートルポンド）が採用されたが、100グラムに対する「オンス」は非公式ながら今も残っている。

## インドネシアのオンス
インドネシアでも100グラムに対して「オンス」を使用することがある。

## 体積の単位
体積の単位として使用されるオンスは液量オンス (fluid ounce, fl oz) という。イギリスでは28.4130625 mL、アメリカでは29.5735295625 mLである。

## 力の単位
質量の単位であるキログラムに対する重量（力）の単位である重量キログラム（キログラム重）が単に「キログラム」とも呼ばれるのと同様、質量の単位のオンスに対する重量オンス（ounce-force, 記号:ozf）も単に「オンス」と呼ばれることがある。1重量オンスは、標準重力加速度下において質量1常用オンスの物体に働く重力と定義される。1重量オンスは約278.0ミリニュートンである。